# Orcomeno (Arcadia)
Orcomeno (in greco: Ὀρχομενός). Era un'antica città dell'Arcadia, nell'area peloponnesiaca e divideva con la città di Mantinea il predominio sulla regione. Aderì in epoche successive prima alla Lega peloponnesiaca (VI secolo a.C.), poi a quella Arcadica (IV secolo a.C.) e infine alla Lega achea (III secolo a.C.). Resti di epoca arcaica e romana si trovano sia nella zona alta della città che in quella bassa, fra questi il tempio dedicato a Artemide.

## Geografia

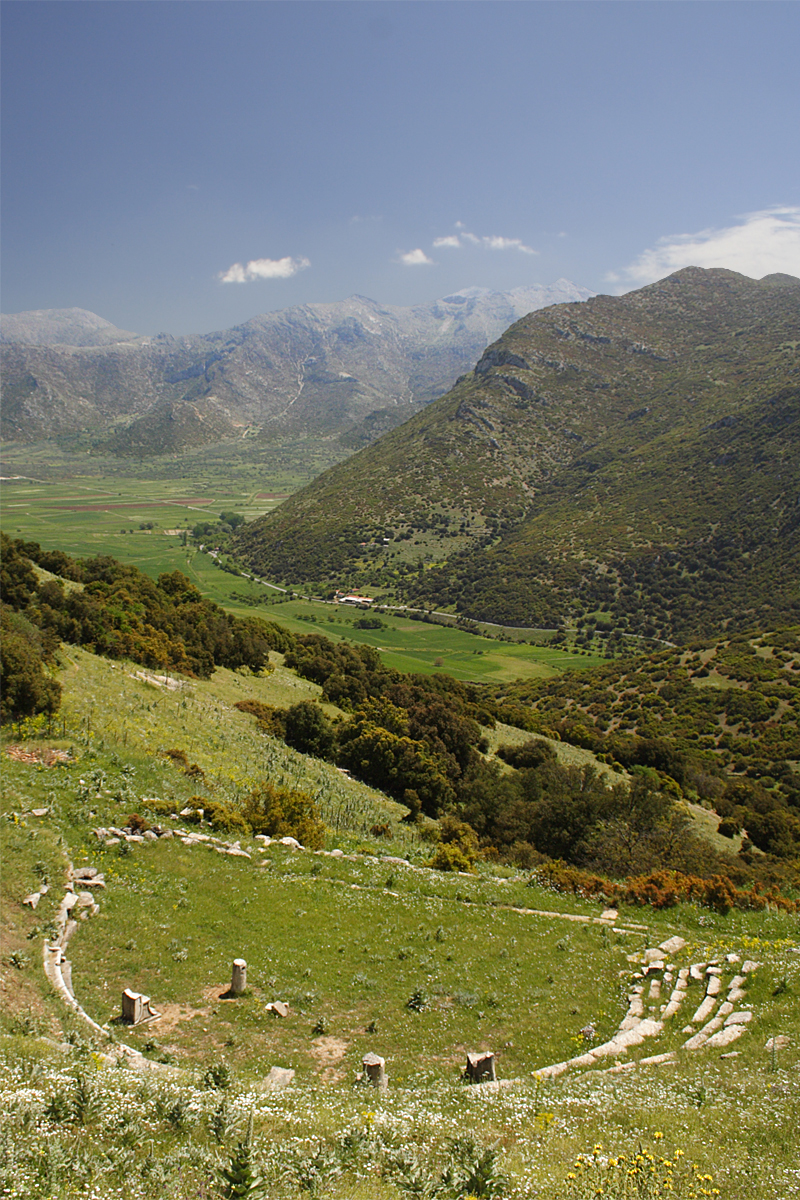
Il teatro di Orcomeno e la depressione carsica

Orcomeno fu inizialmente fondata ai piedi dell'acropoli in una pianura circondata da montagne da ogni lato. In seguito il centro abitato fu costruito sulla montagna, dove sono stati ritrovati i principali monumenti. La moderna Orcomeno si trova nel sito di quella inferiore.
La pianura era limitata a sud da una bassa catena collinosa, detta Anchisia, che la divideva dal territorio di Mantinea, a nord da un'alta catena montuosa (Oligirto) in cui trovano i passi che danno accesso ai territori di Feneo e Stimfalo; a est e ovest da due catene parallele disposte in direzione nord-sud.
La pianura è divisa in due da colline che sporgono dalle catene a est e ovest, separate da una stretta gola. Sulla cima della collina occidentale si trova l'acropoli di Orcomeno, ad un'altezza di quasi 900 metri, che assomiglia alla fortezza di Itome e, come questa, domina su due pianure. Le acque della pianura meridionale defluiscono attraverso la gola nella pianura settentrionale, dove formano un grande lago, poiché non vi è via d'uscita.
Questa è la descrizione del luogo all'epoca di Pausania (110-180 circa). Oggi il lago non esiste più, e le due pianure sono descritte come bacini geologici chiusi (depressioni carsiche), dove anche oggi le precipitazioni hanno un drenaggio inadeguato attraverso canali, Katavothres (inghiottitoi) e una galleria artificiale.

## Storia
Orcomeno è citata da Omero, che le dà l'epiteto di polymelos (πολύμηλος) cioè "ricca di pecore", da Ovidio che la definisce ferax, e ἀφνεός ("ricca") da Apollonio Rodio.
Pausania riferisce che Orcomeno fu fondata da un eroe eponimo, figlio di Licaone; ma secondo la tradizione alla morte di Arcade, i suoi domini furono divisi tra i suoi tre figli, dei quali Elato ottenne Orcomeno. Sembra che i re di Orcomeno abbiano regnato su quasi tutta l'Arcadia. Pausania fornisce un elenco dei re di Orcomeno, che presenta allo stesso tempo come re dell'Arcadia. Uno di questi re, Aristocrate, figlio di Aechmis, fu lapidato dai suoi sudditi per aver violato la sacerdotessa vergine di Artemide Hymnia. Ad Aristocrate successe il figlio Iceta, e a costui il figlio Aristocrate II che, dopo aver abbandonato i messeniani nella seconda guerra contro Sparta, subì la stessa sorte del nonno (la lapidazione). Sembra che egli sia stato l'ultimo re di Orcomeno a regnare sull'Arcadia, ma la sua famiglia non fu privata del regno di Orcomeno, poiché suo figlio Aristodemo è indicato come re della città. Sembra anzi che la monarchia continuasse ad esistere a Orcomeno a lungo dopo la sua abolizione nella maggior parte delle altre città greche, poiché Theofilo riferisce che Pisistrato re di Orcomeno fu messo a morte dall'aristocrazia nella guerra del Peloponneso.
Nelle guerre persiane Orcomeno mandò 120 uomini alla Battaglia delle Termopili, e 600 alla Battaglia di Platea. Nella guerra del Peloponneso gli spartani tennero a Orcomeno gli ostaggi presi agli arcadi; ma a quell'epoca le mura della città erano in rovina, e di conseguenza, quando gli ateniesi e i loro alleati avanzarono sulla città nel 418 a.C., gli orcomeni non osarono resistere e liberarono gli ostaggi.
All'epoca della fondazione di Megalopoli, Orcomeno esercitava la supremazia su Theisoa, Methydrium e Teuthis; ma gli abitanti di queste città furono trasferiti a Megalopoli, e i loro territori assegnati a quest'ultima. Orcomeno, per la sua inimicizia verso Mantinea, rifiutò di unirsi alla confederazione Arcadica e fece guerra a Mantinea. Da allora in poi, Orcomeno perse importanza politica; ma, per la sua posizione geografica dominante, il suo possesso fu spesso obiettivo delle altre potenze nelle guerre successive.
Nella guerra tra Cassandro e Poliperconte, cadde sotto il potere del primo (313 a.C.). Si mise poi dalla parte degli etoli, si accordò con la lega achea sotto un sovrano di nome Nearco intorno al 234 a.C., fu presa da Cleomene III nel 229 a.C. con l'acquiescenza degli etoli, e nel 223 a.C. fu ripresa da Antigono III Dosone, che vi installò una guarnigione macedone. Più tardi, per la pressione romana, fu restituita agli achei da Filippo V di Macedonia.
Strabone la cita tra le città dell'Arcadia che erano scomparse o di cui non era rimasta quasi traccia; ma in base a ciò che dice Pausania questa sembra essere un'esagerazione. Pausania (che scriveva nel II secolo a.C.) riferisce che, tra gli altri monumenti, vicino alla città vi era una statua lignea di Artemide racchiusa in un grande albero di cedro, e quindi chiamata "Cedreatis".
Quando nel XIX secolo il classicista William Smith visitò il luogo, l'antica città sull'acropoli era in rovina e restavano soltanto poche vestigia dell'agorà e delle mura.

## Monumenti

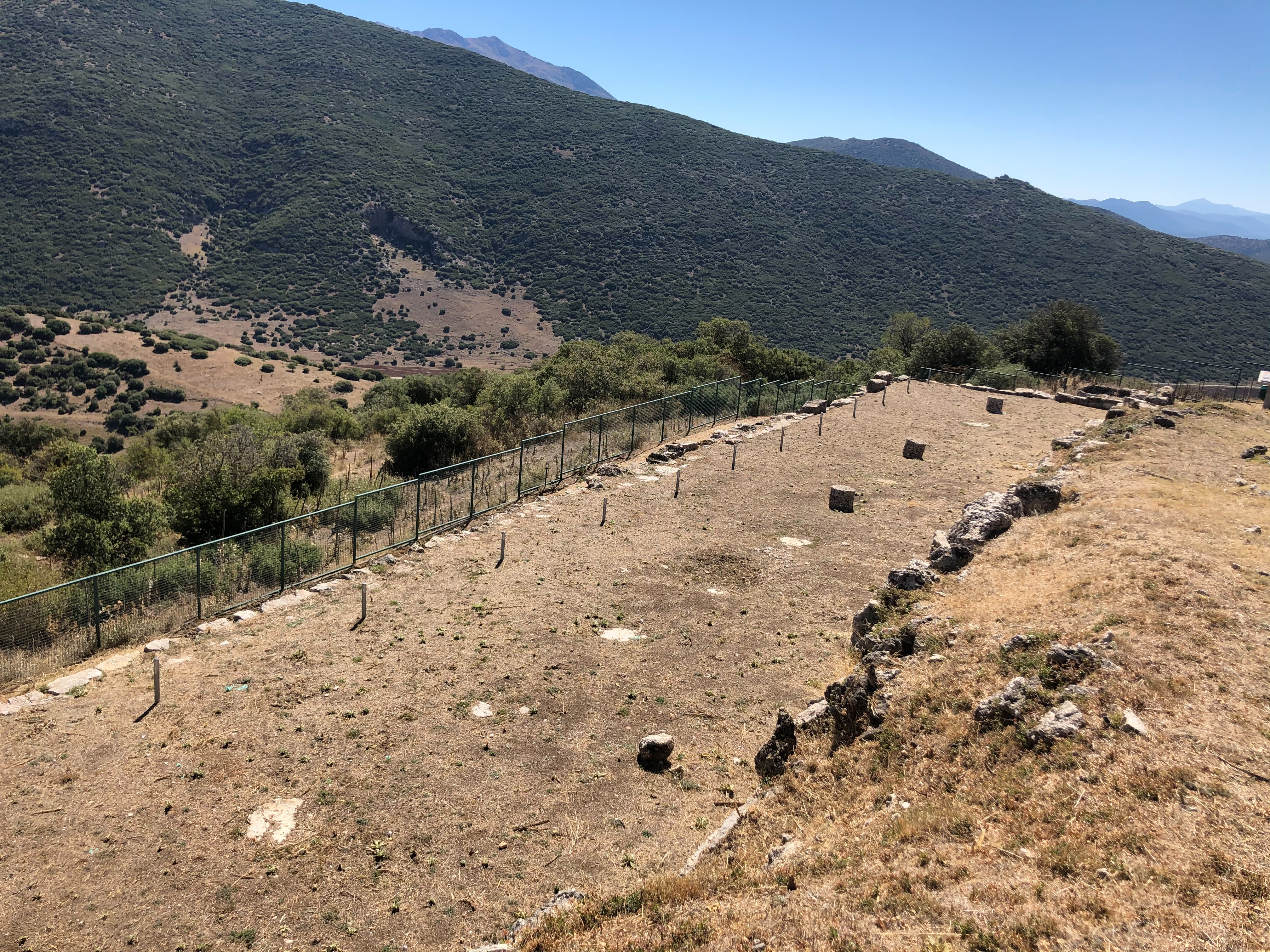
Orcomeno

Molti monumenti furono riportati alla luce durante gli scavi e oggi possono essere ammirati: tra essi il teatro, i resti dell'antica agorà, le mura, e il tempio di Artemide Mesopolita. Altri monumenti identificati durante gli scavi sono un Bouleuterion, una tomba preistorica e un ponte risalente al periodo arcaico.
Il monumento più importante è il teatro (IV-III secolo a.C.): aveva una capienza di 4000 spettatori, e, posto a un'altitudine di 800 metri, offriva una vista spettacolare durante gli spettacoli.
Pausania cita i templi di Artemide e Poseidone tra i monumenti più notevoli.
Avvicinandosi alla città da sud, sulla sinistra sono visibili dei tumuli in pietra già descritti da Pausania. Al di sotto dell'acropoli si trova la tomba degli Aristocrati e al di là vi sono le fontane dette Teneie (Τενεῖαι) che Pausania cita tra le più notevoli strutture del luogo. Un poco oltre vi sono le rovine ellenistiche di Amilo.
Nella pianura meridionale si trova un antico canale che raccoglie le acque provenienti dalle montagne circostanti e le conduce alla più bassa pianura settentrionale attraverso la gola tra le colline.
A Katalimata si trova un insediamento preistorico con alcune strutture per il drenaggio delle acque. A Mytikas Paleopyrgou si trovano un insediamento e un antico santuario di epoca micenea.
Nel territorio di Orcomeno, sul fianco nord del monte Anchisia, si trovava il tempio di Artemide Hymnia, venerata da tutti gli arcadi  fin dai tempi più antichi. Il suo sito è probabilmente indicato da una cappella dedicata alla Vergine Maria che si trova a est di Levidi.

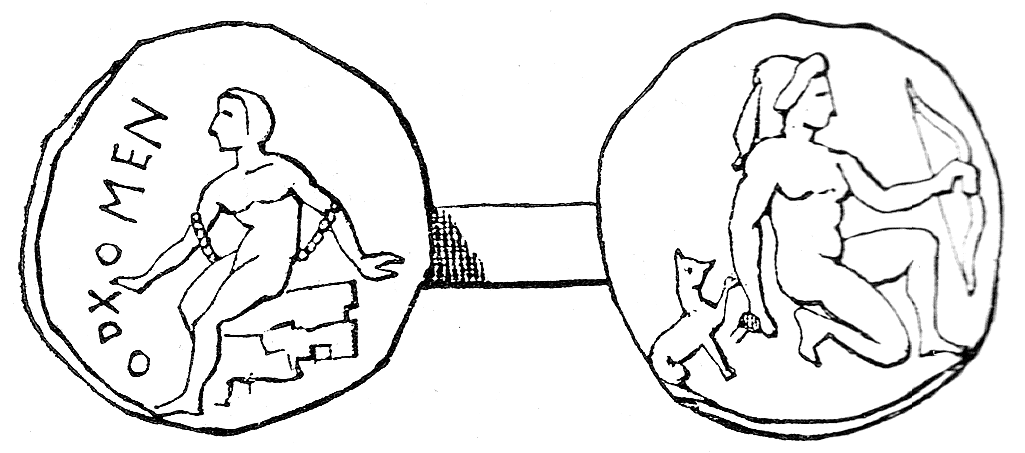
Moneta da Orcomeno